# Piet Groeneveld (voetballer)
Johannes Pieter "Piet" Groeneveld (Beverwijk, 18 augustus 1924 – Den Haag, 9 november 1990) was een Nederlands voetballer die als aanvaller speelde.

## Carrièrestatistieken
| Seizoen         | Club            | Land            | Competitie                   | Competitie | Competitie | Beker | Beker | Internationaal | Internationaal | Overig | Overig | Totaal | Totaal |
| Seizoen         | Club            | Land            | Competitie                   | Wed.       | Dlp.       | Wed.  | Dlp.  | Wed.           | Dlp.           | Wed.   | Dlp.   | Wed.   | Dlp.   |
| --------------- | --------------- | --------------- | ---------------------------- | ---------- | ---------- | ----- | ----- | -------------- | -------------- | ------ | ------ | ------ | ------ |
| 1954/55         | Haarlem         | Nederland       | Eerste klasse A (Afgebroken) | –          | 4          | –     | –     | 0              | 0              | 0      | 0      | –      | 4      |
| 1954/55         | Haarlem         | Nederland       | Eerste klasse A              | –          | 11         | –     | –     | 0              | 0              | 1      | 1      | –      | 12     |
| 1955/56         | Haarlem         | Nederland       | Eerste klasse B              | –          | 13         | –     | –     | 0              | 0              | 0      | 0      | –      | 13     |
| 1956/57         | Haarlem         | Nederland       | Eerste divisie A             | –          | 16         | –     | 0     | 0              | 0              | 0      | 0      | –      | 16     |
| 1957/58         | Haarlem         | Nederland       | Eerste divisie B             | –          | 8          | 2     | 2     | 0              | 0              | 0      | 0      | –      | 10     |
| 1958/59         | Haarlem         | Nederland       | Eerste divisie A             | –          | 15         | 3     | 5     | 0              | 0              | 0      | 0      | –      | 20     |
| 1959/60         | Haarlem         | Nederland       | Tweede divisie A             | –          | 6          | –     | –     | 0              | 0              | 0      | 0      | –      | 6      |
| Carrière totaal | Carrière totaal | Carrière totaal | Carrière totaal              | –          | 73         | –     | 7     | 0              | 0              | 1      | 1      | –      | 81     |

## Interlandcarrière

### Nederland
Op 15 april 1951 debuteerde Groeneveld voor Nederland in een vriendschappelijke wedstrijd tegen België (5–4 winst). In totaal kwam hij drie keer voor Oranje uit, uitsluitend in thuiswedstrijden.
| Interlands van Piet Groeneveld | Interlands van Piet Groeneveld | Interlands van Piet Groeneveld | Interlands van Piet Groeneveld | Interlands van Piet Groeneveld | Interlands van Piet Groeneveld |
| №                              | Datum                          | Wedstrijd                      | Uitslag                        | Soort wedstrijd                | Doelpunten                     |
| Als speler bij Haarlem         | Als speler bij Haarlem         | Als speler bij Haarlem         | Als speler bij Haarlem         | Als speler bij Haarlem         | Als speler bij Haarlem         |
| ------------------------------ | ------------------------------ | ------------------------------ | ------------------------------ | ------------------------------ | ------------------------------ |
| 1.                             | 15 april 1951                  | Nederland – België             | 5 – 4                          | Vriendschappelijk              | 0                              |
| 2.                             | 6 juni 1951                    | Nederland – Noorwegen          | 2 – 3                          | Vriendschappelijk              | 0                              |
| 3.                             | 27 oktober 1951                | Nederland – Finland            | 4 – 4                          | Vriendschappelijk              | 0                              |